# Gladys Willems
Pour les articles homonymes, voir Willems.
Gladys Willems, née le 4 janvier 1977 à Schoten, est une archère belge pratiquant l'arc à poulies.

## Carrière
Elle remporte le titre mondial par équipes aux Championnats du monde de tir à l'arc 2007, la médaille d'argent de la Coupe du monde de tir à l'arc en salle de 2011, la médaille d'or par équipes et la médaille d'argent individuelle aux Championnats d'Europe de tir à l'arc 2010.